# Luis Cabezas Chavarría
Luis Hernán Cabezas Chavarría (Concepción, Chile; 25 de marzo de 1992) es un futbolista chileno que se desempeña como delantero y actualmente juega en la Asociación Deportiva Chalatenango, que compite en la Liga Pepsi.

## Clubes
| Club                              | País        | Año       |
| --------------------------------- | ----------- | --------- |
| Naval                             | Chile       | 2012-2014 |
| IF Brommapojkarna                 | Suecia      | 2015      |
| Naval                             | Chile       | 2015-2016 |
| Deportes Limache                  | Chile       | 2016-2017 |
| Deportivo Estación Central        | Chile       | 2017      |
| Lautaro de Buin                   | Chile       | 2018-2019 |
| Asociación Deportiva Chalatenango | El Salvador | 2019-     |